# (6513) 1987 UW1
(6513) 1987 UW1 là một tiểu hành tinh vành đai chính. Nó được phát hiện bởi Seiji Ueda và Hiroshi Kaneda ở Kushiro, Hokkaidō, ngày 28 tháng 10 năm 1987.